# Dave Davies
David Russell Gordon „Dave” Davies (Fortis Green, London, 1947. február 3. –) angol gitáros, énekes és dalszerző, aki a The Kinks rockegyüttes révén vált ismertté, ahol bátyjával Ray Daviesszel zenélt együtt. 2003-ban a Rolling Stone magazin a 91. helyre rangsorolta , majd 2011-ben a 88. helyre jutott . Minden idők 100 legjobb gitárosának listáján.

## Pályafutása
Dave Davies London Muswell Hill kerületében született 1943. február 3-án, egy nyolcgyermekes család legkisebb gyermekeként, három évvel bátyja, Ray után. Tinédzser korukban a testvérek Ray iskolatársával, Peter Quaife basszusgitárossal alapítottak egy rock'n'roll együttest. 1963 nyarára a zenekar elhatározta, hogy Ravens lesz a nevük, és bevettek egy új dobost, Mickey Willetet. Végül a demójuk eljutott Shel Talmyhez, egy amerikai lemezproducerhez, aki 1964-ben segített nekik abban, hogy a Pye lemezkiadóval szerződést kössenek. A felvételek megkezdése előtt a Ravens lecserélte Willetet Mick Avoryre, és Kinksre-re változtatta a nevét. 
Első két kislemezük nem került fel a slágerlistákra, de a zenekar harmadik dal, a "You Really Got Me" egy hónappal a megjelenése után a slágerlisták élére került. Ez volt az első brit slágerük. Az ezt követő "All Day and All of the Night" második lett a slágerlistákon. A szünet nélküli turnézás belső feszültségekhez vezetett a zenekarban, és Dave szóló-kislemezeket kezdett megjeleníteni. Bátyja, Ray eközben elkalandozott az egyenes vonalú rocktól, és szokatlanabb számokat írt, olyanokat, mint a "Sunny Afternoon", a "Waterloo Sunset", az "Autumn Almanac" és a "Lola". Mind nagy sláger volt, de az 1970-es évekre a zenekar csillaga leáldozóban volt. A Kinks fokozatosan visszatért a keményebb rockos hangzáshoz, amelyben újra Dave gitárja került előtérbe, és népszerű élő koncertet adtak Amerikában az 1970-es évek végétől az 1980-as évek elejéig. 
1990-ben a Kinks helyet kapott a Rock 'n' Roll Hall of Fame halhatatlanjai között, de nem sokkal azután a zenekar feloszlott. Azóta Dave Davies számos szólóalbumot jelentetett meg, és megírta önéletrajzát.

## Hangszerei
Élete legelső elektromos gitárja, amelyen a "You Really Got Me"-t játszotta, egy 1962-es Harmony Meteor volt. A következő gitárja egy 1964-es Epiphone volt, amelyet korai útjain használt a Holliesszal és a Dave Clark Five-val, valamint a Kinda Kinks című albumon is ezen játszik. Aztán jött egy Fender Electric 12, amelyen az "I'm Not Like Everybody Else"-ben játszott. Számos korai slágerüket egy egyedi gyártású Guilden játszotta, de amikor az egyik Egyesült Államokbeli útjuk során elveszett az átszálláskor, bement a legközelebbi zálogházba, és vett egy Gibson Flying 5-öt. Ezen nem volt könnyű játszani, de azért ezt használta a Shindig című tévéműsorban, mert szerinte dögösen nézett ki.
Az 1960-as évek végén Davies, mint sokan mások, átváltottak Fender Stratocasterre, amelyet sokat használt az Everybody's In Showbiz és a Preservation időszak alatt, 1972 és 1974 között. Körülbelül ugyanebben az időben egy 1952-es Telecastert is használt, amelyet később lecserélt egy 1983-as Fender Elite Telecasterre. A kettő között pedig egy 1960-as Gibson Les Paul "Gold Top"-ot használt.
Az utóbbi időben Davies visszatért a Fenderhez; napjainkban egy 1994-es Sunburst elektromos gitárt használ, valamint többféle Ovation akusztikus gitárt – egy Custom Legendet és egy Custom Balladeert.